# نادیا: راز آب آبی
نادیا: راز آب آبی (به انگلیسی: Nadia: The Secret of Blue Water) مجموعه تلویزیونی انیمه ژاپنی است که بر اساس ایده داستانی از هایائو میازاکی و کارگردانی هیده‌آکی آنو ساخته و پخش شد. این مجموعه با الهام از آثار ژول ورن، به‌ویژه رمان بیست هزار فرسنگ زیر دریا و سوء استفاده‌های شخصیت داستانی کاپیتان نمو در رمان ژول. داستان انیمه دربارهٔ مخترع جوانی به نام ژان و بازیگر سابق سیرک به نام نادیا است که توسط یک رازدار به سوی یک ماجراجویی سوق داده می‌شوند.
پخش اصلی مجموعه در ژاپن از سال ۱۹۹۰ تا ۱۹۹۱ در ۳۹ قسمت پخش شد و در سال ۲۰۲۲ با کیفیت 4K نیز بازسازی و منتشر شد.

## داستان
داستان در یک جهان موازی در سال ۱۸۸۹ جریان دارد. نادیا، دختری ۱۴ ساله با منشأ ناشناخته و ژان، یک مخترع جوان و خونگرم فرانسوی است. در اوایل داستان، دو قهرمان داستان توسط گراندیس گرانوا، سانسون و هانسون، گروهی از سارقان جواهرات تعقیب می‌شوند که نادیا را برای به دست آوردن آویز جواهری آبی به نام آب آبی، تعقیب می‌کنند. پس از نجات توسط کاپیتان نمو و زیردریایی او، ناتیلوس، دزدان جواهرات و قهرمانان جوان به نیروهای خود می‌پیوندند و در مبارزه با نیروهای نئو آتلانتیس که به دنبال تسلط بر جهان هستند، شرکت می‌کنند.
در این فرایند، نادیا و ژان جهان را از تسلط خشونت‌آمیز نیروهای نئوآتلانتیس به رهبری گارگویل نجات می‌دهند، اسرار دنیوی و قدرت‌های آب آبی را کشف می‌کنند، پیوندهای خانوادگی پنهان نادیا را کشف می‌کنند و در نهایت منشأ مخفی نادیا را کشف می‌کنند.